# Rachel Félix
Elizabeth-Rachel Félix, também chamada Eliza ou Élisa Rachel Félix, entretanto, mais conhecida apenas por Rachel (Mumpf, Aargau, Suíça, 21 de fevereiro de 1821 - Le Cannet, França, 3 de janeiro de 1858) foi uma atriz francesa.